# Allium jubatum
Allium jubatum là một loài thực vật có hoa trong họ Amaryllidaceae. Loài này được J.F.Macbr. mô tả khoa học đầu tiên năm 1918.